# Щенятев, Василий Михайлович
Князь Василий Михайлович Щенятев (умер 1547) — наместник, боярин и воевода на службе у великого князя московского и царя Ивана IV Васильевича Грозного.

## Происхождение и семья
Младший сын московского боярина и воеводы князя Михаила Даниловича Щенятева (ум. 1534) и внук знаменитого московского воеводы Ивана III князя Даниила Васильевича Щени-Патрикеева (ум. 1519). Щенятевы вели своё происхождение от литовских служилых князей Патрикеевых, которые перешли на службу к великим князьям московским в 1408 году. Князья Патрикеевы происходили от великого князя литовского Гедимина (1316—1341). У Василия Щенятева был старший брат Пётр Михайлович Щенятев (ум. 1568), московский боярин и воевода, который погиб во время опричнины.

## Служба
В 1541 году во время нашествия крымского хана Сахиб-Гирея на Русь князь Василий Михайлович Щенятев вместе с конюшим Иваном Ивановичем Челядниным и многими придворными великого князя московского был отправлен из столицы на реку Пахру, первым воеводой русских войск. В 1544 году получил чин боярина. В 1546 году во время похода великого князя московского Ивана IV Васильевича Грозного на Коломну боярин Василий Щенятев был сперва первым воеводой передового полка русской рати, а после первым воеводой Большого полка в Коломне. В январе 1547 года назначен наместником и первым воеводою в Смоленске. Скончался в том же году, не оставив после себя потомства.